# Eugénie Claëson
Eugénie Martina Claëson, född 28 juli 1841 i Stockholm, dog 10/11 december 1918, var en svensk pianist. Hon var ledamot av Musikaliska Akademien (1875).
Claëson blev tidigt föräldralös och omhändertogs av sin moster. Hon studerade vid A.F. Lundblads pianoskola och sedan för Ludvig Norman. 1867 tog hon organistexamen. Hon debuterade som ackompanjerande konsertpianist vid Nya Harmoniska Sällskapets konserter i Stockholm och framträdde sedan ofta för dem 1872–1878. År 1878 blev hon ackompanjatör vid konservatoriet och 1882 lärare i ackompanjemang samt biträdande lärare i piano där. Hon anlitades på 1880-talet som pianolärare åt kronprinsessan, Victoria av Baden.      